# 정명철 (육상인)
정명철(1978년 3월 11일~)은 조선민주주의인민공화국의 장거리달리기 선수 출신 육상 지도자이다. 선수시절 2004년 하계 올림픽에 참가했으며, 그의 최고 기록은 2005년 평양 마라톤에서 달성한 2시간 14분 58초이다.